# Arcosecante

Gráfica de la función arcosecante, con la función en color rojo y la asíntota marcada en color azul.

En trigonometría, la arcosecante es la función inversa de la secante de un ángulo. Se simboliza {\displaystyle \operatorname {arcsec} \alpha \,} y su significado geométrico es el ángulo cuya secante es alfa.
{\displaystyle y=\operatorname {arcsec}(x);}
{\displaystyle x=\sec(y)}
De esta definición, por tanto, podemos deducir expresiones equivalentes:
{\displaystyle \operatorname {arcsec}(-x)=\pi -\operatorname {arcsec} x\!}
{\displaystyle \operatorname {arcsec} {\frac {1}{x}}=\arccos x}
El dominio de definición de la función arcosecante está comprendido entre {\displaystyle -\infty } y {\displaystyle -1} o entre {\displaystyle 1} y {\displaystyle +\infty }. La función presenta una asíntota horizontal en {\displaystyle y={\frac {\pi }{2}}}, tal y como se deduce de la expresión: 
{\displaystyle \operatorname {arcsec}(x)={\frac {\pi }{2}}-\arcsin({\frac {1}{x}}).}

## Notación
La notación habitual de la función arcosecante es {\displaystyle \operatorname {arcsec}(x)\,} o bien sec-1 (leído como secante inversa). Esta última notación no suele estar aconsejada debido a su ambigüedad, ya que es susceptible de ser confundida con una potencia de exponente -1, y su uso es habitual en Norteamérica y en las calculadoras de bolsillo. 
En el lenguaje LaTeX esta expresión se obtiene mediante el comando \arcsec.